# Lozova, Strășeni
Lozova es una comuna en el distrito de Strășeni, Moldavia. Se compone de dos aldeas: Lozova y Stejăreni.

## Personas de Losova
- Alexandru Baltagă, Sacerdote rumano-bessarabio y activista antisoviético
- Victor Spinei, historiador y arqueólogo rumano